# Chiesa di San Biagio a Vignoni
La chiesa di San Biagio a Vignoni è un edificio sacro che si trova in località Vignoni a San Quirico d'Orcia, in provincia di Siena.

## Descrizione

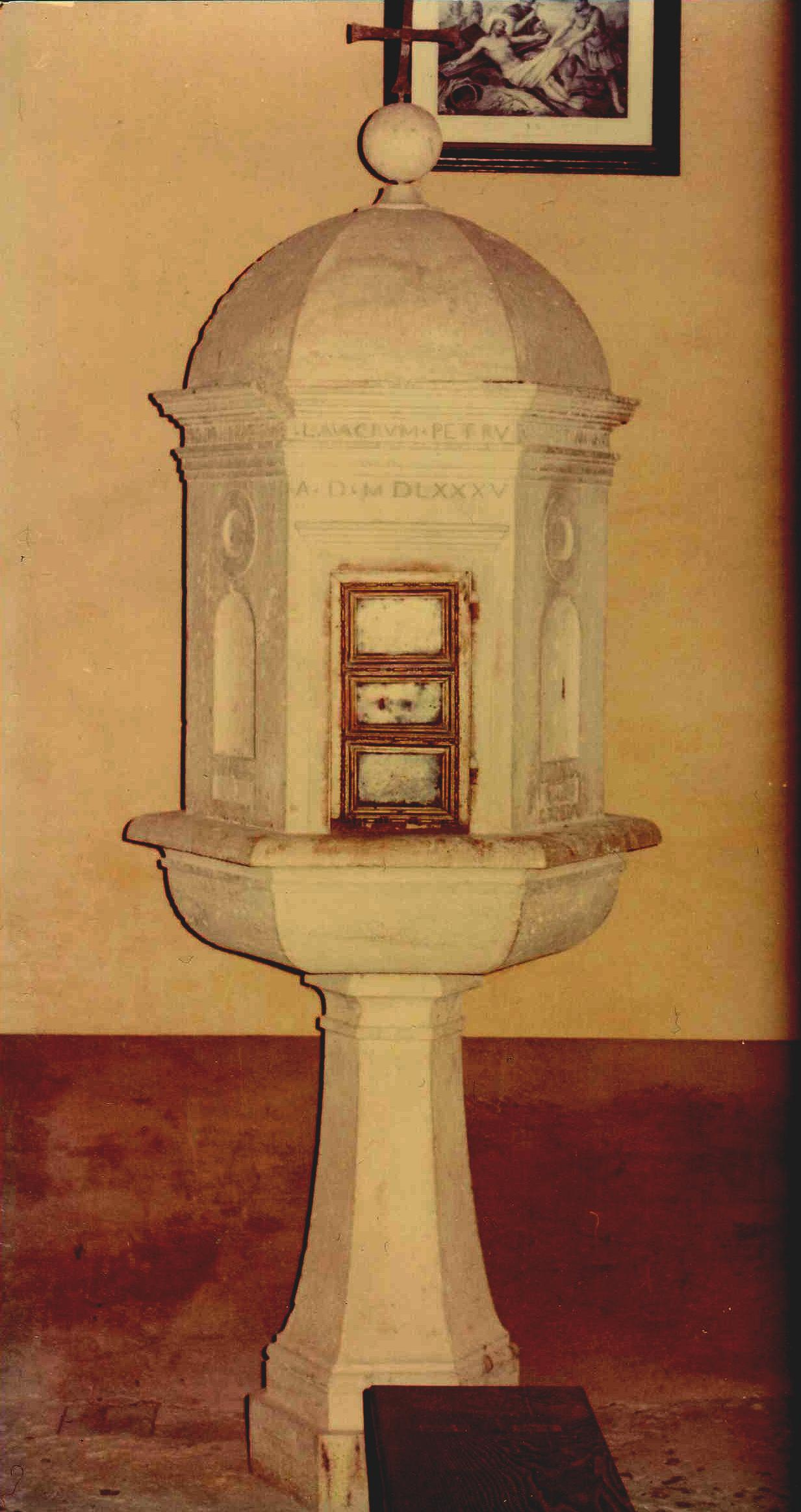
Il fonte battesimale ancora all'interno della chiesa, prima dello spostamento avvenuto alla fine degli anni settanta

Di origine romanica, ripristinata all'interno, si presenta ad unica navata e conserva resti di affreschi del XIV e XV secolo. Provengono dalla chiesa il fonte battesimale datato 1585 che si trova attualmente nella collegiata di San Quirico e il Crocifisso in bronzo del Giambologna oggi esposto al museo di Montalcino.